# کلارود
کلارود روستایی از توابع بخش طالقان شهرستان ساوجبلاغ در استان البرز ایران است. مردم روستای کلارود به زبان تاتی سخن می‌گویند

این روستا در ۳۰ کیلومتری غرب شهرک طالقان و ۳ کیلومتری شمال راه مالروی قزوین به طالقان قرار گرفته است
روستای کلارود در ضلع جنوبی رودخانه شاهرود در دو طرف دره بزرگی که از جنوب به طرف شمال آبخیز آن قرار دارد بنا شده است. این روستا به لحاظ موقعیت جغرافیایی و ارتفاع، آب‌های جاری اطراف آن از بخش‌های مرتفع به صورت آبشار جریان دارد.
جاذبه های دیدنی روستای کلارود طالقان :
آبشار کلارود طالقان
آبشار کلارود در ارتفاعات روستای کلارود طالقان قرار دارد . آبشار کلارود در میان دره ای پر از درختان سر سبز و شاداب قرار گرفته و در طول سال دارای طراوت خاصی است. این آبشار ارتفاعی در حدود ۱۵ متر دارد. سالانه گردشگران زیادی از این آبشار زیبا دیدن می کنند . در صورت ورود به شهرستان طالقان به شما پیشنهاد میکنیم حتما از این آبشار بسیار زیبا و با طراوت و روستای بسیار زیبا و دیدنی کلارود دیدن کنید و از هوا و طبیعت بکر و زیبای آن لذت ببرید .
جاذبه ی زیارتی روستای کلارود طالقان :
امامزاده محمود در روستای کلارود واقع شده است .
قدمت و دوره تاریخی : قرون اولیه اسلامی
آدرس امامزاده محمود شهرستان طالقان ، دهستان پائین طالقان روستای کلارود
امامزاده محمود یکی از آثار ملی ثبت شده ایران در طالقان ست که قدمت آن مربوط به قرون اولیه اسلامی می باشد و در تاریخ ۱۳۸۱/۱۱/۱۲ به شماره ثبت 7234 در مجموعه آثار تاریخی ایران ثبت شده است. نشانی این اثر ملی ثبت شده
چنار کلارود
در ضلع جنوب غربی امام زاده محمود روستای کلارود پایین طالقان، درخت سرو کهنسالی قرار دارد که قطر آن به 4.5 متر می رسد. عمر این درخت بیش از 450 سال است. علاوه بر این درخت، درخت چنار دیگری در ضلع شمال شرقی امامزاده قرار دارد که قدمت آن بالای 200 سال است که در مجموع نشانگر اهمیت حفاظت از درخت در منطقه طالقان است..

## جمعیت
این روستا در دهستان پایین طالقان قرار دارد و براساس سرشماری مرکز آمار ایران در سال١٣٩٣، جمعیت آن١٨٠ نفر ۴۵خانوار) بوده‌است.